# Karéjos susulyka
A karéjos susulyka (Inocybe fibrosa) a susulykafélék családjába tartozó, Európában és Észak-Amerikában honos, fenyőerdőkben élő, mérgező gombafaj.

## Megjelenése
A karéjos susulyka kalapja 4-10 cm széles, széles harang alakú, később széles domború, közepén púppal. Felszíne száraz, selymes. Színe fehéres, elefántcsontfehér, selymes-fehér néha sárgás foltokkal. Pereme idősen gyakran behasadozik. Kálium-hidroxiddal nem ad színreakciót.
Húsa viszonylag vastag, fehéres színű. Íze nem jellegzetes, szaga gyenge, spermára emlékeztet. 
Közepesen sűrű lemezei tönkhöz nőttek vagy majdnem szabadon állók. Színük fehéres, majd szürkésbarnára sötétednek. 
Tönkje 4–8 cm magas és max. 1,5 cm vastag. Alakja nagyjából egyenletesen hengeres, töve kissé megvastagodott. Felszíne száraz, selymes vagy sima. Színe fehéres, néha sárgás vagy szürkés foltokkal, elszíneződésekkel. 
Spórapora dohánybarna, tompabarna. Spórája megnyúlt, felszínén csomókkal, mérete 9-13 x 5-7 μm. 

### Hasonló fajok
A tömzsis susulyka, a selymes susulyka, a rózsásfehér susulyka, a gumós susulyka, az elefántcsont csigagomba, a zsemleszínű fakógomba, a fehércsokros álpereszke hasonlíthat hozzá.  

## Elterjedése és termőhelye
Európában és Észak-Amerikában (az USA északkelet és Kanada keleti részén) honos. 
Sík- és hegyvidéki fenyvesekben él, inkább meszes talajon. Nyáron és ősszel terem.

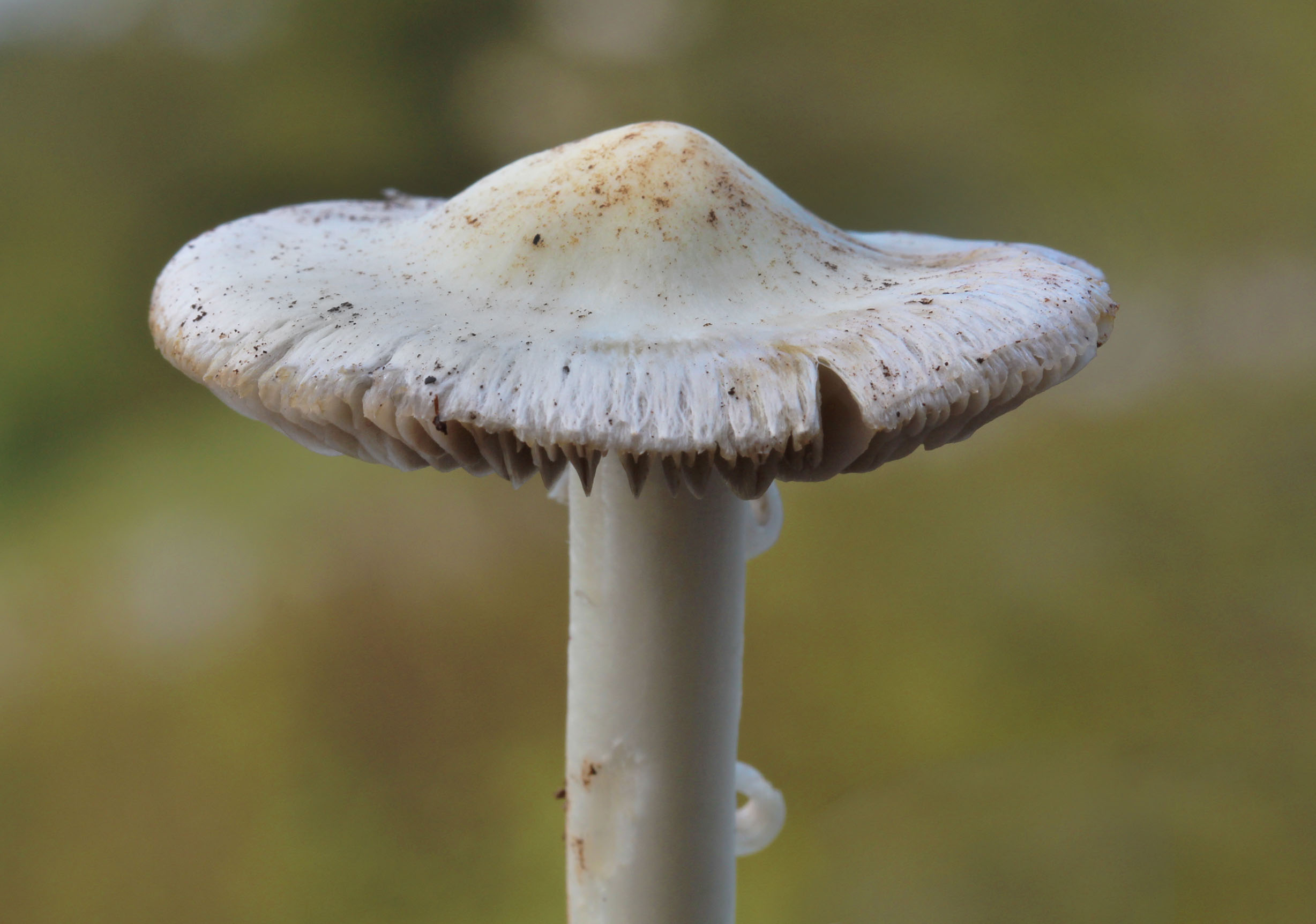
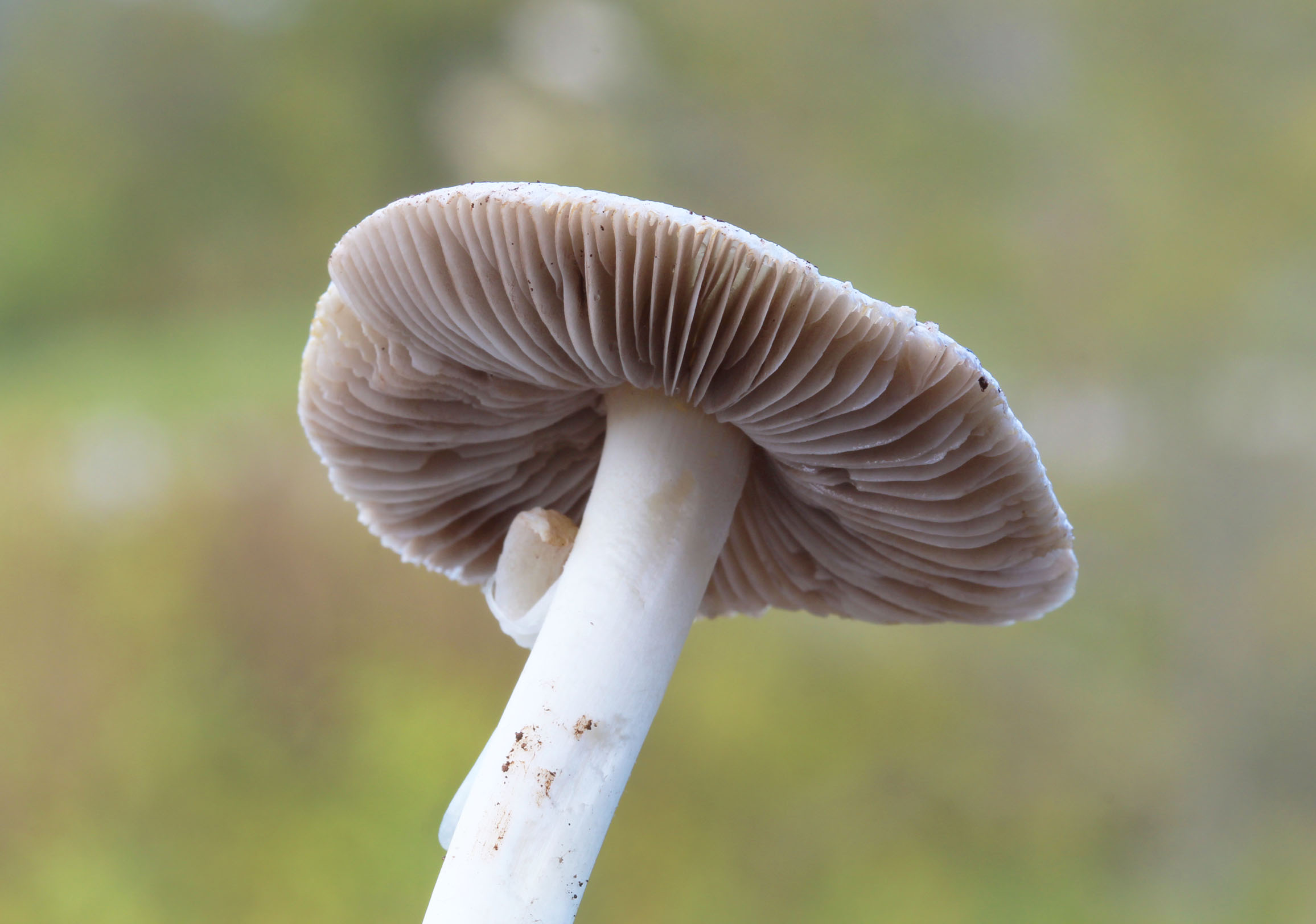
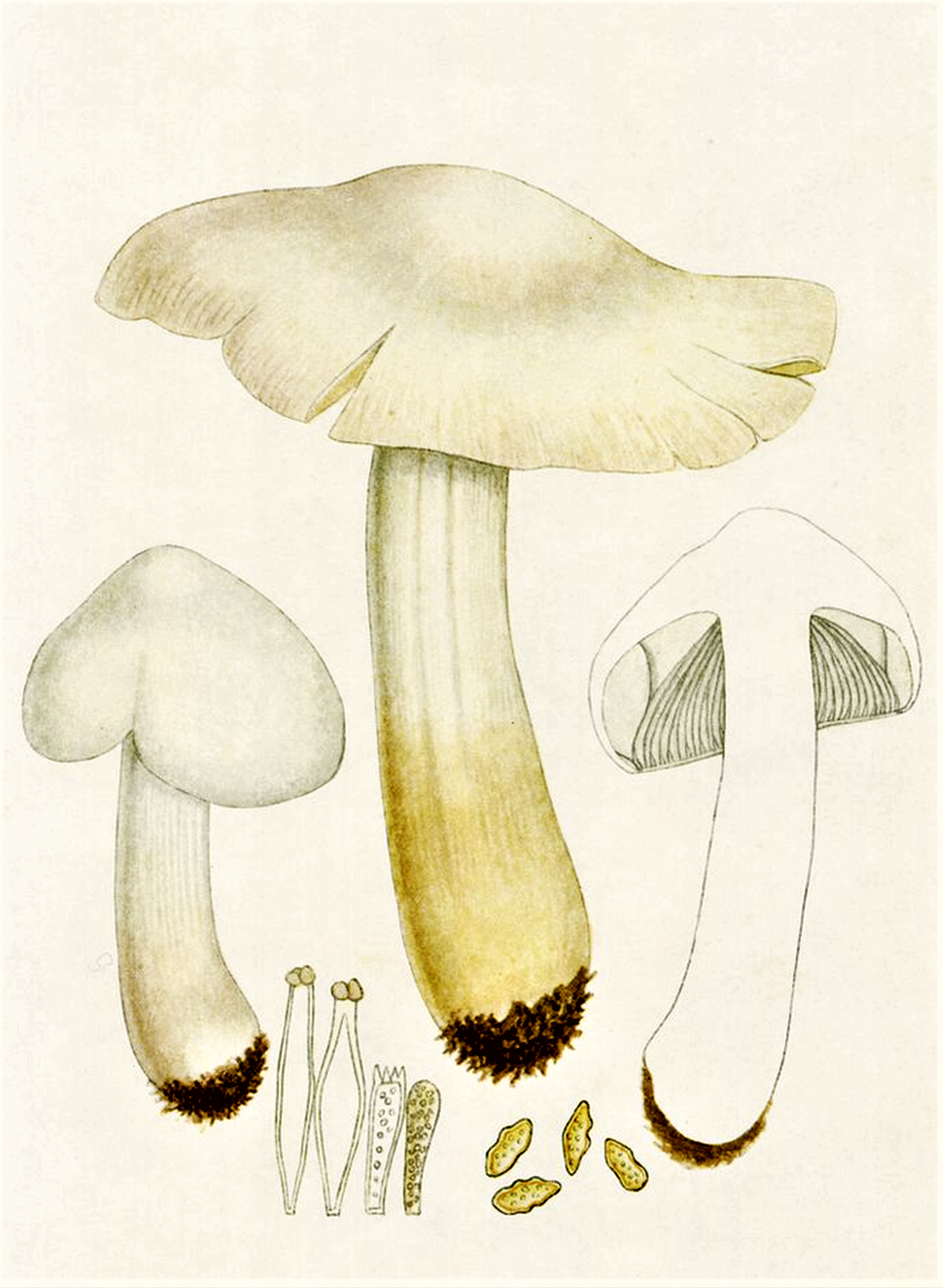
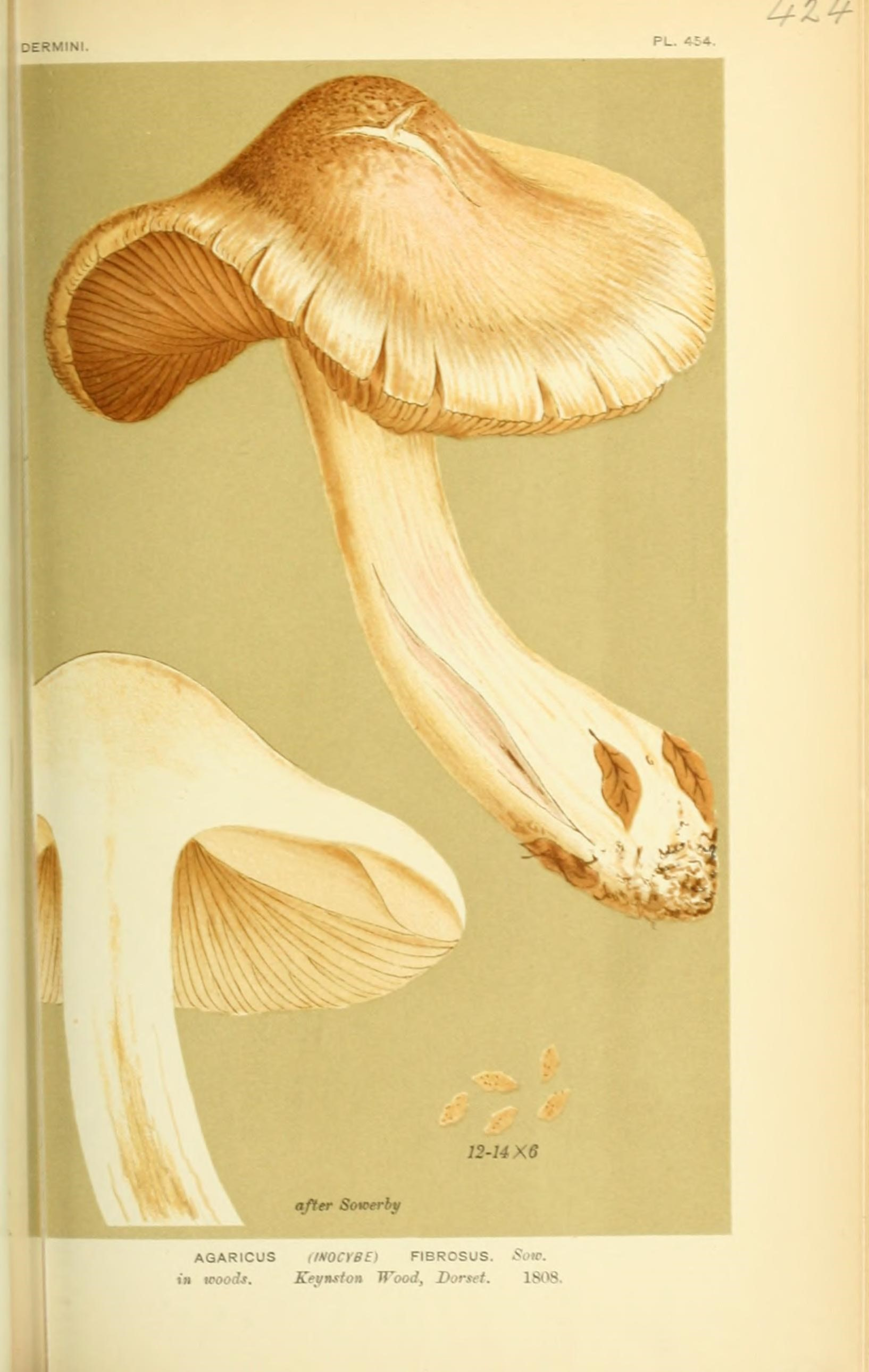

Mérgező.